# Val Fitch
Val Logsdon Fitch (Merriman (Nebraska), 10 maart 1923 – Princeton (New Jersey), 5 februari 2015) was een Amerikaans kernfysicus.
Fitch en James Cronin wonnen in 1980 de Nobelprijs voor de Natuurkunde voor de ontdekking in 1964 van de doorbreking van fundamentele symmetrieprincipes bij het verval van neutrale kaonen.

## Biografie
Val Fitch werd geboren op een veefokkerij in Cherry County als jongste van de drie kinderen van Fred B. Fitch en Francis M. Logsdon. Zijn vader raakte zwaargewond tijdens een paardrijongeval en kon niet langer op zijn boerderij werken. Daarom verhuisde het gezin naar de nabijgelegen stad Gordon waar hij verzekeringsagent werd.
Als soldaat tijdens de Tweede Wereldoorlog werd Fitch naar Los Alamos gezonden om als technicus te werken aan het Manhattanproject. Hier kreeg hij de kans om vele grote natuurkundigen te ontmoeten, waaronder Enrico Fermi, Niels Bohr, James Chadwick en Isidor Isaac Rabi. In de drie jaar dat hij in het lab van Ernest Titterton werkte raakte hij goed bekend met de technieken van de experimentele fysica.
Na de oorlog kreeg hij een promotiebaan aangeboden bij de Cornell-universiteit, maar daarvoor moest hij eerst zijn bachelorgraad behalen die hij verkreeg aan de McGill-universiteit. Voor zijn promotie ging hij naar de Columbia-universiteit, waar hij werkte onder James Rainwater. Voor zijn proefschrift ontwierp en bouwde hij een experiment voor het meten van gammastraling uitgezonden door μ-mesic atomen.
Na het behalen van zijn Ph.D.-graad in 1954 verschoof zijn interesse in de richting van vreemde deeltjes en kaonen. Hij nam een betrekking als docent natuurkunde aan bij de Princeton-universiteit – in 1960 werd hij er hoogleraar. Twintig jaar lang deed hij er onderzoek naar kaonen. Samen met James Cronin – een promovendus die hij bij het Brookhaven National Laboratory had ontmoet en naar Princeton had gehaald – ontdekten ze dat bij het verval van neutrale kaonen een schending van de CP-symmetrie optreedt. Hun ontdekking was een belangrijke stap in de verklaring waarom het heelal sinds de oerknal veel meer materie dan antimaterie bevat. Voor deze ontdekking ontving het duo in 1980 de Nobelprijs voor de Natuurkunde. Van 1988 tot 1989 diende hij als president van the American Physical Society
Naast de Nobelprijs ontving Fitch vele eerbewijzen en onderscheidingen, waaronder de E. O. Lawrence Award in 1968 van het Amerikaanse Ministerie van Energie; de John Price Wetherill Medal van het Franklin-instituut in 1976 en de National Medal of Science in 1993. Hij was lid van de National Academy of Sciences, de American Academy of Arts and Sciences en de American Philosophical Society. 